# Bruno Jasieński
Bruno Jasieński, pseudonimo di Wiktor Zysman (Klimontów, 17 luglio 1901 – Vladivostok, 17 settembre 1938), è stato uno scrittore polacco.

## Biografia
Dopo aver frequentato le scuole a Varsavia, Jasieński si trasferì in un primo tempo a Mosca, dove aderì al Futurismo, e successivamente a Parigi, dove si avvicinò al comunismo. Tale cambiamento è testimoniato dalle sue rivoluzionarie opere Il canto della fame (1922), La terra a sinistra (1924), Il canto di J.S. (1926).
Il suo romanzo Io brucio Parigi fu ritenuto inaccettabile e Jasieński fu costretto a rifugiarsi nell'URSS, dove diede alle stampe L'uomo cambia pelle. Imprigionato nel 1936, morì in carcere.